# حصار لاروشيل
```
حِصار لاروشَيل
 (
بالفرنسية
: Le Siège de La Rochelle)، حِصار اقامه المَلك 
لويس الثالث عشر
 على مَدينة 
لاروشيل
 عاصمة 
الهوغونوتيون
 بَين 1627-1628. كان الحصار بمثابة ذروة 
ثورات الهوغونوتيون
 بين 
الكاثوليك
 
والبروتستانت
 في 
فرنسا
 ، وانتهى بانتصار 
كاثوليكي
 كامل للملك 
لويس الثالث عشر
.
```

## خلفية
منح مرسوم نانت لعام 1598 الذي أنهى الحروب الدينية الفرنسية البروتستانت المعروفين باسم الهوغونوتيون ، درجة كبيرة من الحكم الذاتي. كانت لاروشيل مركز قوة الهوغونوتيون البحرية ، ونقطة رئيسية في المقاومة ضد الحكومة الملكية الكاثوليكية. 
أدى اغتيال هنري الرابع ملك فرنسا عام 1610 إلى تعيين ماري دي ميديشي وصية على ابنها لويس الثالث عشر البالغ من العمر تسع سنوات. تسببت إزالتها في عام 1617 في سلسلة من الثورات من قبل النبلاء الإقليميين الأقوياء ، الكاثوليك والبروتستانت ، في حين تصاعدت التوترات الدينية مع اندلاع حرب الثلاثين عامًا من 1618 إلى 1648. في عام 1621 ، أعاد لويس تأسيس الكاثوليكية في منطقة هوجوينوت سابقًا في مَدينة بيارن ، مما أدى إلى ثورات الهوغونوتيون بقيادة هنري دوق روهان وشقيقه بنيامين دوق سوبيز. 
على الرغم من الاستيلاء الملكي على سان جان دانجيلي ، إلا أن حصار لاروشيل لم ينجح وانتهت الثورة في طريق مسدود مع معاهدة أكتوبر 1622 في مونبلييه. كان أخذ لاروشيل من أولويات لويس ورئيس وزرائه الكاردينال ريشيليو ؛ كانت آنذاك ثاني أو ثالث أكبر مدينة في فرنسا ، ويبلغ عدد سكانها أكثر من 30000 نسمة ، وأحد أهم موانئها. بالإضافة إلى الرسوم الجمركية المتأتية من الواردات ، فقد كانت أيضًا من بين أكبر منتجي الملح ، وهو مصدر رئيسي للضرائب على الدولة ؛ هذا الامر جعلها ذات أهمية اقتصادية. 
كان كُل من هزيمة روهان والاستيلاء على لاروشيل ضروريًا لسياسة ريشيليو المركزية ، ولكن نظرًا لأن التاج الفرنسي لم يكن لديه قوة بحرية كافية للاستيلاء عليه ، فقد طلب المساعدة من إنجلترا. عندما رفض المَلك جيمس ، تَقربَ من الجمهورية الهولندية. بَينما تم دعم الهوغونوت من قبل إسبانيا ، التي كان الهولنديون البروتستانت يقاتلون من أجل استقلالهم ؛ في مقابل الإعانات الفرنسية ، وافقوا على تقديم الدعم البحري في 1624 معاهدة كومبيين. 

## التَدخل الإنجليز
تبع الصراع الأنجلو-فرنسي فشل تحالفهم عام 1624 ، حيث حاولت إنجلترا العثور على حليف في فرنسا ضد قوة هابسبورغ. في عام 1626 ، أبرمت فرنسا بقيادة ريشيليو سلامًا سريًا مع إسبانيا ، ونشأت الخلافات حول منزل هنريتا ماريا. علاوة على ذلك ، كانت فرنسا تبني قوة قواتها البحرية ، مما دفع الإنجليز إلى الاقتناع بضرورة معارضة فرنسا «لأسباب تَتَعلق بالدَولة». 
في يونيو 1626 ، تم إرسال الدبلوماسي والتر مونتاجو إلى فرنسا للاتصال بالنبلاء المنشقين ، ومن مارس 1627 حاول تنظيم تمرد فرنسي. كانت الخطة هي إرسال أسطول إنجليزي لتشجيع التمرد ، مما أدى إلى اندلاع ثورة هوجوينوت جديدة من قبل هنري دوق روهان وشقيقه بنيامين دوق سوبيز. 

### أول بعثة لاروشيل

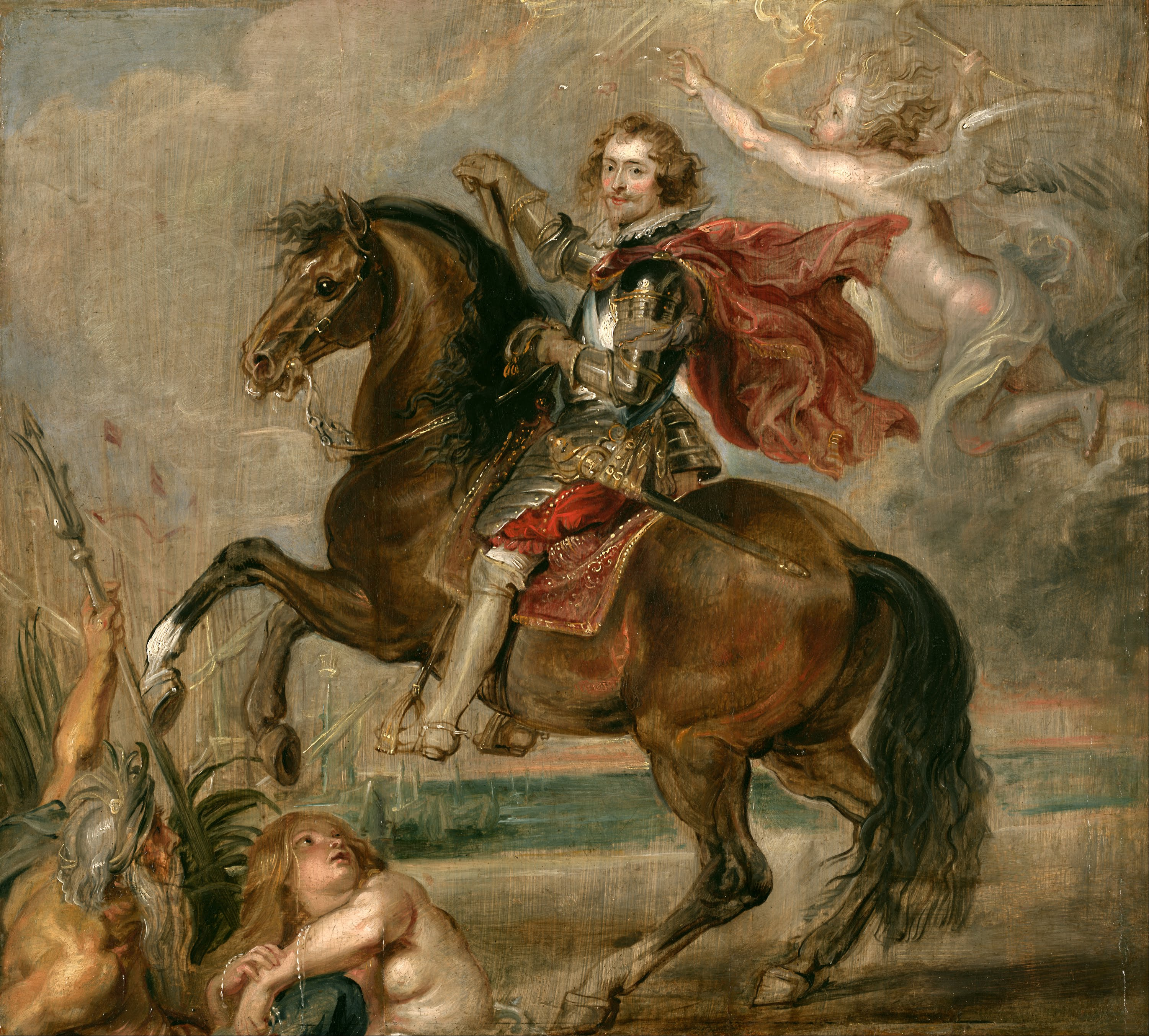
جورج فيليرز ، دوق باكنغهام الأول حاول رفع حصار لاروشيل.

في الرحلة الاستكشافية الأولى ، أرسل الملك الإنجليزي تشارلز الأول أسطولًا من 80 سفينة ، تحت قيادة جورج فيليرز ، دوق باكنغهام الأول ، لتشجيع تمرد كبير في لاروشيل. في يونيو 1627 ، نظم دوق باكنغهام عملية إنزال على جزيرة ري القريبة مع 6000 رجل من أجل مساعدة الهوغونوت ، وبالتالي بدأت الحرب الأنجلو-فرنسية عام 1627 ، بهدف السيطرة على الطَريق المؤدية إلى لاروشيل وتشجيع التمرد في المدينة.
رفضت مدينة لاروشيل في البداية إعلان نفسها حليفًا لدوق باكنغهام ضد تاج فرنسا ومنعت فعليًا وصول أسطول باكنغهام إلى ميناءها. سيتم الإعلان عن تحالف مفتوح فقط في سبتمبر ، خلال المعارك الأولى بين لاروشيل والقوات الملكية.
على الرغم من أنها كانت معقلًا بروتستانتيًا ، إلا أن جزيرة ري لم تَنضم مباشرةً إلى التمرد ضد الملك. في جزيرة ري ، حاول الإنجليز بقيادة دوق باكنغهام الاستيلاء على مدينة سان مارتن المحصنة في حصار سان مارتن دي ري (1627) ولكن تم صدهم بعد ثلاثة أشهر. تمكنت القوارب الملكية الفرنسية الصغيرة من إمداد سانت مارتن على الرغم من الحصار الإنجليزي. نفد المال والدعم من دوق باكنغهام في النهاية ، وأضعفت الأمراض جيشه. بعد هجوم أخير على سان مارتن ، تم صدهم بخسائر فادحة وغادروا مع سفنهم.

## الحِصار

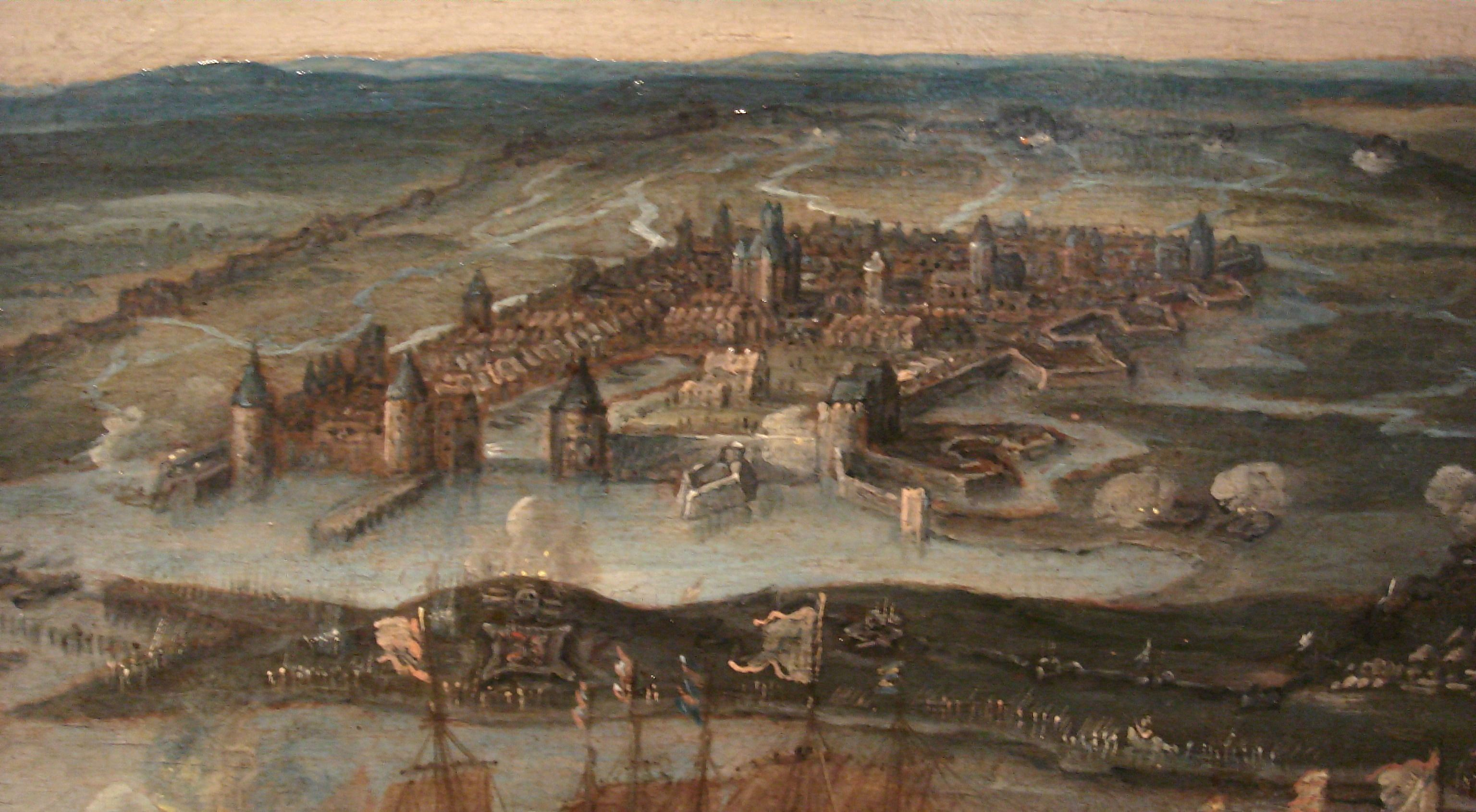
لاروشيل تَحتَ الحِصار.

في هذه الأثناء ، في أغسطس 1627 ، بدأت القوات الملكية الفرنسية في محاصرة لاروشيل ، بجيش قوامه 7000 جندي و 600 خَيال و 24 مدفعًا ، بقيادة تشارلز أنغوليم. كذلك بدأوا في تعزيز التحصينات في بونغرين وفي حصن لويس.
في 10 سبتمبر ، أطلقت لاروشيل طلقات المدفع الأولى ضد القوات الملكية في حصن لويس ، مُعلِناً بِذلك بدء تَمرد الهوغونوت الثالث. كانت لاروشيل أكبر معاقل مدن الهوغونوت في فرنسا ، ومركز مقاومتهم. عمل الكاردينال ريشيليو كقائد عام للمحاصِرين عندما غاب الملك.
بمجرد بدء الأعمال العدائية ، عزل المهندسون الفرنسيون المدينة بتحصينات بطول 12 كيلومترًا ، محصنة بـ 11 حصنًا و 18 معقلاً. تم الانتهاء من التحصينات المحيطة في أبريل 1628 ، مع جيش قوامه 30000.
قام أربعة آلاف عامل أيضًا ببناء سور بحري بطول 1400 متر لمنع الوصول باتجاه البحر بين المدينة والميناء ، مما أدى إلى إيقاف جميع الإمدادات. جاءت الفكرة الأولية لحجب القناة من المهندس الإيطالي بومبيو تارجوني ، لكن هيكله تحطم بسبب الطقس الشتوي ، قبل أن يتبنى المهندس المعماري الملكي كليمنت ميتسو الفكرة في نوفمبر 1627. تم بناء الجدار على أساس هياكل غارقة مليئة بالركام. ضربت المدفعية الفرنسية السفن الإنجليزية التي كانت تحاول إمداد المدينة. 

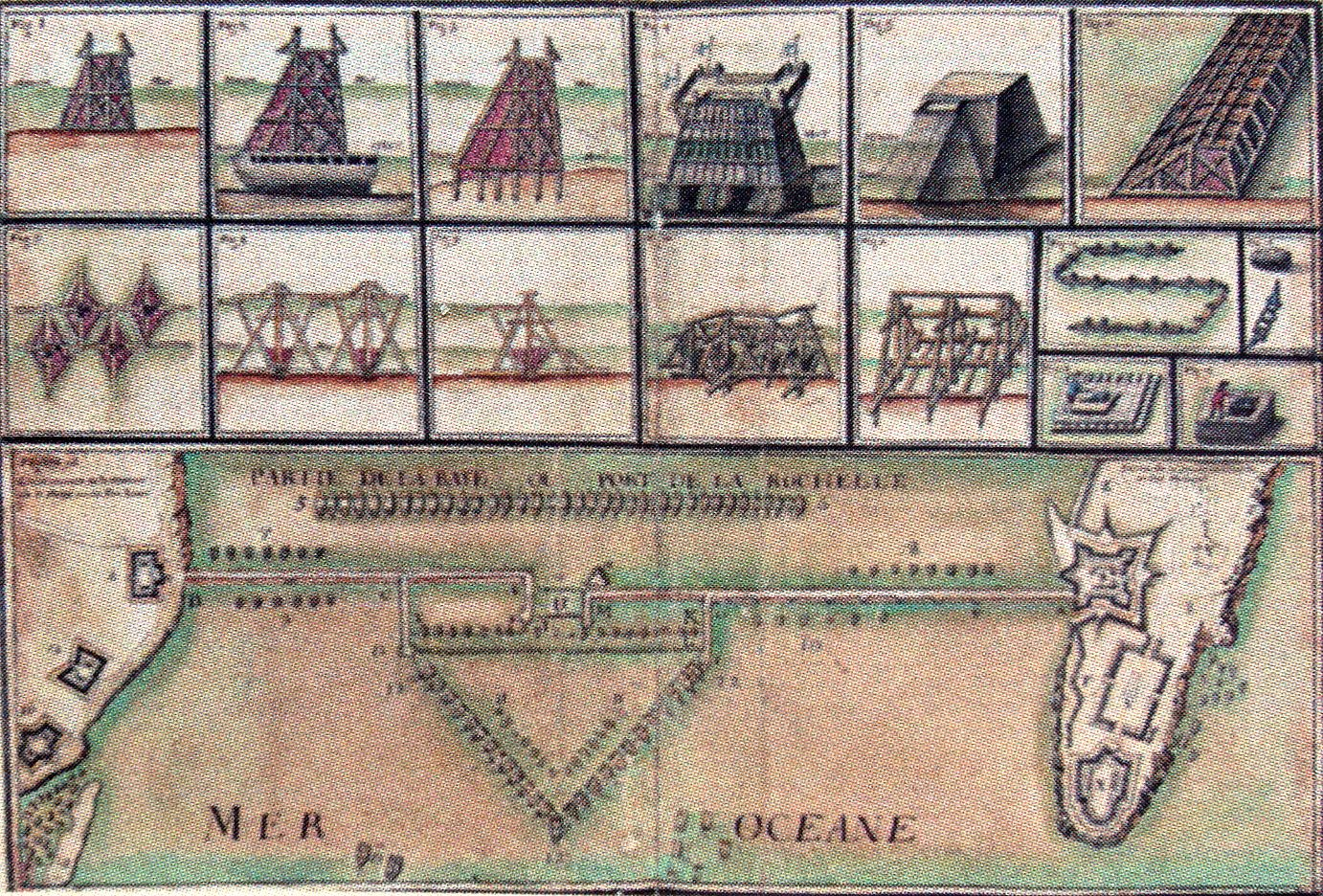
السور بحري الذي صَممه المهندس المعماري كليمنت ميتسو لحصار لاروشيل.

في هذه الأثناء ، في جنوب فرنسا ، حاول هنري دوق روهان عبثًا إثارة تمرد للتخفيف عن لاروشيل. حتى فبراير ، كانت بعض السفن قادرة على المرور عبر السور البحري قيد الإنشاء ، ولكن بعد مارس أصبح هذا مستحيلًا. كانت المدينة محاصرة بالكامل ، وكان الأمل الوحيد يأتي من تدخل محتمل من قبل أسطول إنجليزي.

## الدعم الخارجي للتاج الفرنسي

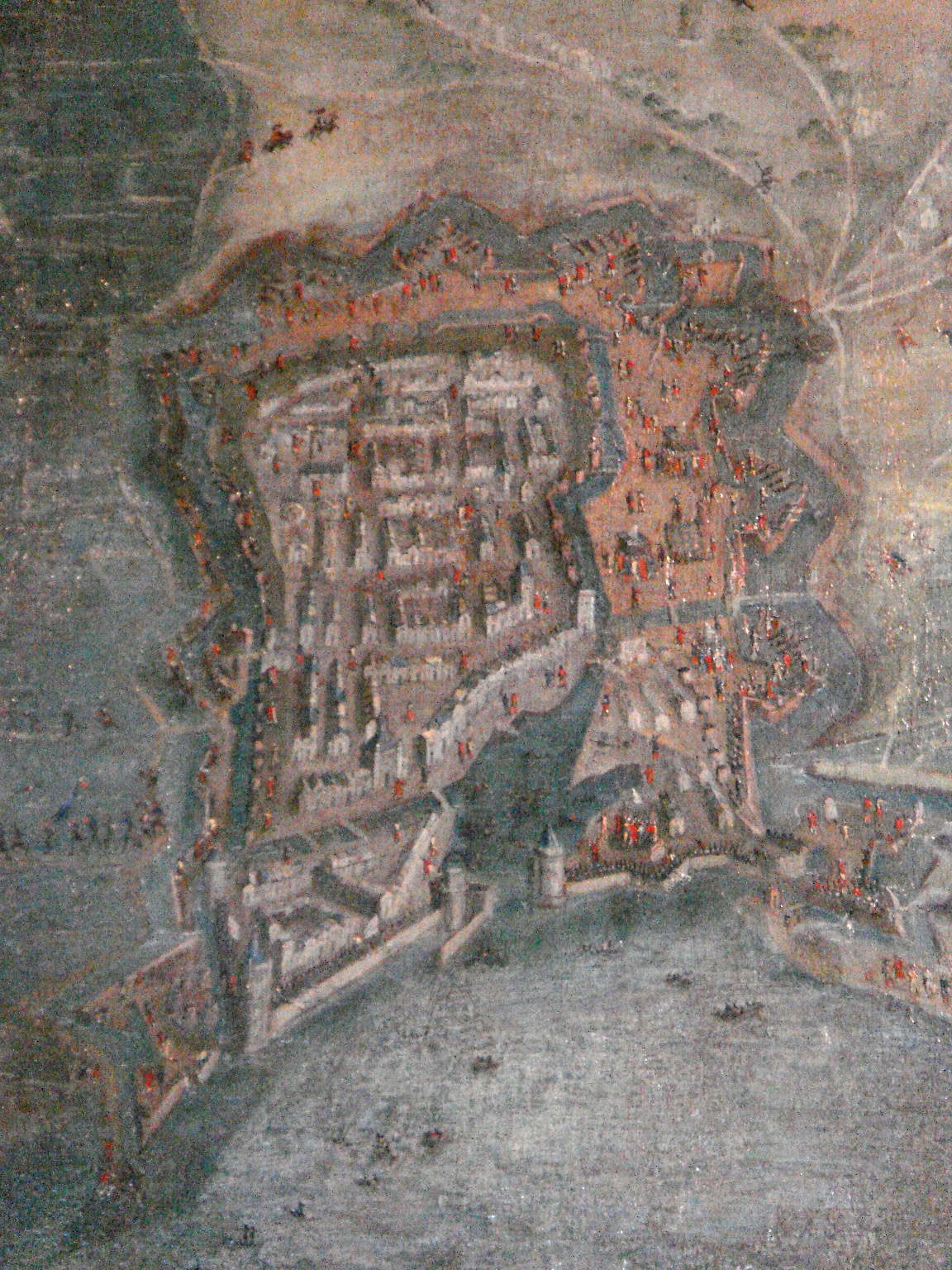
مدينة لاروشيل والتحصينات أثناء الحصار ، بريشة فنان مجهول ، القرن السابع عشر ، فرساي.

### الدعم الهولندي
استأجرت الحكومة الرومانية الكاثوليكية في فرنسا سفنًا من مدينة أمستردام البروتستانتية لغزو مدينة لاروشيل البروتستانتية. أدى ذلك إلى نقاش في مجلس مدينة أمستردام حول ما إذا كان ينبغي السماح للجنود الفرنسيين بإلقاء خطبة كاثوليكية رومانية على متن السفن البروتستانتية الهولندية. كانت نتيجة النقاش أنه لم يكن مسموحًا به. نقلت السفن الهولندية الجنود الفرنسيين إلى لاروشيل. كانت فرنسا حليفًا هولنديًا في الحرب ضد آل هابسبورغ.

### التحالف الاسباني
بمناسبة حصار لاروشيل ، ناورت إسبانيا نحو تشكيل تحالف فرنسي إسباني ضد الأعداء المشتركين وهم الإنجليز والهنغونوتيون والهولنديون. قبل ريشيليو المساعدة الإسبانية ، وتم إرسال أسطول إسباني من 30 إلى 40 سفينة حربية من قادس إلى خليج موربيهان كتأكيد للدعم الاستراتيجي ،  بعد ثلاثة أسابيع من رحيل دوق باكنغهام من جزيرة ري. في مرحلة ما ، رست الأسطول الإسباني أمام لاروشيل ، لكنه لم يشارك في عمليات فعلية ضد المدينة.

### بعثة لاروشيل الثانية
غادرت قوة بحرية بقيادة ويليام فيليندينغ ، إيرل دينبيغ ، في أبريل 1628 ، لكنها عادت دون قتال إلى بورتسموث ، حيث قال دينبي إنه ليس لديه أي قوة حَقيقية لتهديد سفن الملك في قتال ، وعاد بشكل مخجل إلى بورتسموث. 

### بعثة لاروشيل الثالثة
تم إرسال أسطول ثالث تحت قيادة أميرال الأسطول ، إيرل ليندسي ، في أغسطس 1628 ،  يتكون من 29 سفينة حربية و 31 تاجرًا.  في سبتمبر 1628 ، حاول الأسطول الإنجليزي إغاثة المدينة. بعد قصف المواقع الفرنسية والفشل في تَهديم السور بحري ، اضطر الأسطول الإنجليزي إلى الانسحاب. بعد خيبة الأمل الأخيرة هذه ، استسلمت المدينة في 28 أكتوبر 1628.

## الخاتِمة

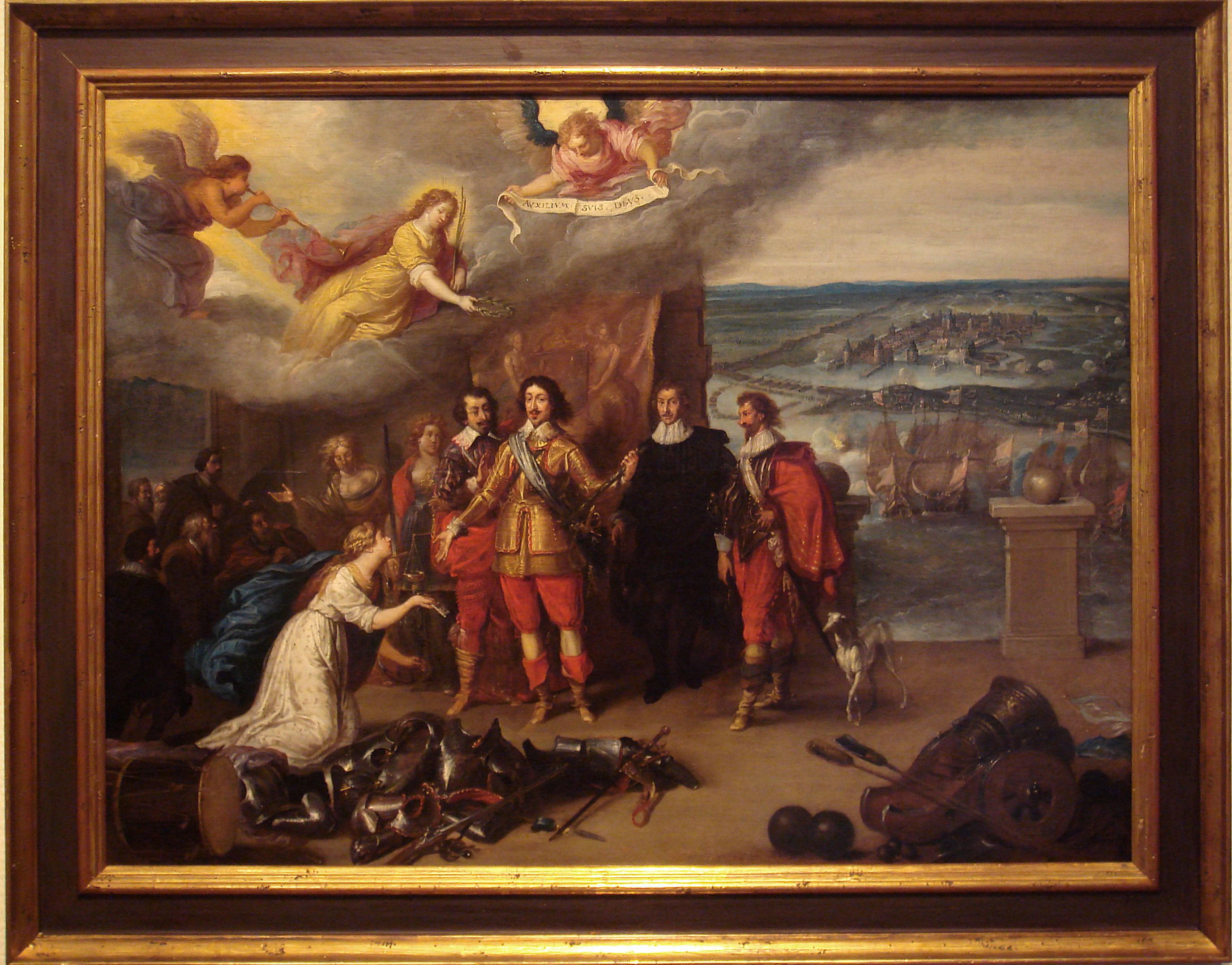
استسلام لاروشيل ، بريشة فنان مَجهول ، القرن السابع عشر.

كان سكان لاروشيل قد قاوموا لمدة 14 شهرًا ، تحت قيادة العمدة جان جويتون وبمساعدة متناقصة تدريجيًا من إنجلترا. خلال الحصار ، انخفض عدد سكان لاروشيل من 27000 إلى 5000 بسبب الإصابات والمجاعة والمرض.
كان الاستسلام غير مشروط. بموجب شروط صلح علي ، فقد الهوغونوت حقوقهم الإقليمية والسياسية والعسكرية ، لكنهم احتفظوا بالحرية الدينية التي منحها مرسوم نانت. ومع ذلك ، فقد تركوا تحت رحمة النظام الملكي ، غير قادرين على المقاومة في وقت لاحق عندما ألغى لويس الرابع عشر المرسوم تمامًا وشرع في أضطهادم المُمَنهج.
بصرف النظر عن الجانب الديني ، يمثل حصار لاروشيل نجاحًا مهمًا في إنشاء حكومة مركزية قوية لفرنسا ، تسيطر على جميع أراضيها وقادرة على قمع التحدي الإقليمي. في أعقاب ذلك مباشرة ، كان هنالك نمو ملكية مُطلقة ، ولكن كان له آثار طويلة المدى على جميع الأنظمة الفرنسية اللاحقة حتى الوقت الحاضر.
من المَعروف أن الفيلسوف الفرنسي ديكارت قد زار مكان الحصار عام 1627.

## المَراجع
1. ↑  Glete 1999، صفحة 178.
2. ↑  Sturdy & 2002 p-125.
3. ↑  Palm 1923، صفحة 116.
4. ↑  Gillespie 2017، صفحات 146-147.
5. 1 2  Historical dictionary of Stuart England, 1603-1689 by Ronald H. Fritze, p.203  نسخة محفوظة 2014-06-28 على موقع واي باك مشين.
6. ↑  Duffy 1999، صفحة 118.
7. ↑  The Thirty Years' War by Geoffrey Parker, p.74 نسخة محفوظة 2014-06-22 على موقع واي باك مشين.
8. 1 2  An apprenticeship in arms by Roger Burrow Manning, p.119 نسخة محفوظة 2020-09-17 على موقع واي باك مشين.
9. ↑  Ships, money, and politics by Kenneth R. Andrews, p.150 نسخة محفوظة 2020-09-17 على موقع واي باك مشين.

### المَصادر
- Duffy، Christopher (1995). Siege Warfare: The Fortress in the Early Modern World 1494-1660. Routledge. ISBN:978-0415146494.
- Gillespie، Alexander (2017). The Causes of War Volume III: 1400 CE to 1650 CE. Hart Publishing. ISBN:978-1-84946-646-2.
- Glete، Jan (1999). Warfare at sea, 1500-1650: maritime conflicts and the transformation of Europe. روتليدج. ISBN:978-0415214551.
- Palm، Franklin Charles (1923). "The Siege and Capture of La Rochelle in 1628: Its Economic Significance". Journal of Political Economy. ج. 31 ع. 1: 114–127. DOI:10.1086/253493. JSTOR:1823071. S2CID:153639520.
- Parker، Geoffrey (1997). The Thirty Years War. Routledge. ISBN:978-0415154581.
- Sturdy، David (2002). Fractured Europe: 1600-1721 (Blackwell History of Europe). Wiley & Sons. ISBN:978-0631205128.